# Sceliphron javanum
Sceliphron javanum là một loài côn trùng cánh màng trong họ Sphecidae, thuộc chi Sceliphron. Loài này được Lepeletier de Saint Fargeau miêu tả khoa học đầu tiên năm 1845.